# Plafond (aéronautique)
 (mars 2020).
Si vous disposez d'ouvrages ou d'articles de référence ou si vous connaissez des sites web de qualité traitant du thème abordé ici, merci de compléter l'article en donnant les références utiles à sa vérifiabilité et en les liant à la section « Notes et références ».
Pour les articles homonymes, voir Plafond.
Le plafond est, en aéronautique, la hauteur maximale utilisable (plafond légal) ou atteignable (plafond absolu) par un aéronef. Il est limité par la densité de l'air, la portance de l'appareil, la poussée des moteurs ou des courants ascendants et la vitesse ascensionnelle.

## Plafond légal
Généralement, le plafond légal défini pour certains aéronefs par le découpage des espaces aériens, par exemple pour le vol libre lorsque le vol à vue est interdit au-dessus d'une certaine altitude par la présence d'une zone contrôlée. En France, tout l'espace aérien au-dessus de 11 500 ft (FL 115) est de classe D et donc interdit aux pilotes volants sans radio aéronautique homologuée (ce qui est généralement le cas de tous les pilotes de vol libre), sauf dans les Alpes et les Pyrénées où cet espace est de classe E jusqu'à 19 000 ft. Aux États-Unis, le plafond légal est à 18 000 pieds (sauf en Alaska).

## Plafond en vol libre
En ce qui concerne le vol libre et les planeurs en général, la prise d'altitude dépend entièrement des mouvements atmosphériques ascendants. Le plafond résulte alors des phénomènes tels que les couches d'inversion du gradient de température ou les subsidences qui bloquent les ascendances.
Il est fréquent que deux pilotes ayant décollé de la même montagne à des altitudes différentes aient leur plafond à des altitudes différentes. Dans ce cas, celui qui a décollé le plus bas est bloqué par une couche d'inversion le séparant de l'autre pilote. De bonnes conditions pour le vol de distance correspondent à un plafond haut - plus de 8 000 m - surmonté d'une épaisse couche d'inversion pour éviter les surdéveloppements orageux.
Lorsque toute la troposphère est globalement instable, le plafond ultime est la tropopause (8 000 m aux pôles et 15 000 m à l'équateur). Dans ce cas des orages se forment et la pratique du vol libre devient très dangereuse. Le record d'altitude connu dans ces conditions est détenu par Ewa Wiśnierska qui après s'être fait piéger dans un cumulonimbus est montée jusqu'à une altitude de 9 946 m, et s'en est sortie avec seulement des gelures.

## Plafond en aviation motorisée

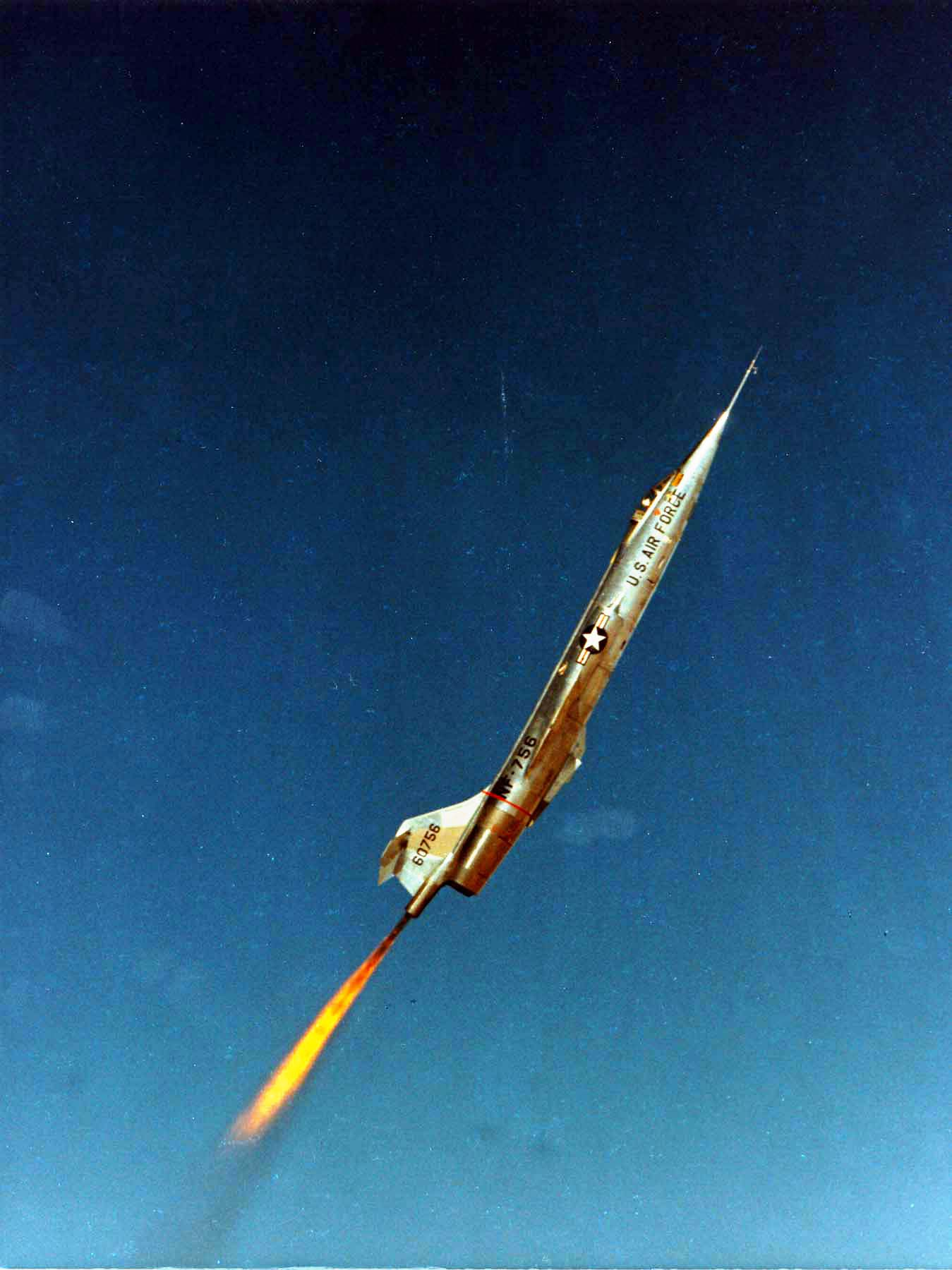
Le Lockheed NF-104A, s/n 56-0756, en montée rapide avec son moteur-fusée allumé. L'avion effectuait de courts sauts à plus de 36000 m d'altitude et offrait une chute libre de près de 90 secondes à son pilote pour le familiariser avec le pilotage particulier de l'avion expérimental X-15. Le plafond réel de l'avion était en fait bien plus bas, à seulement 15000 m.

En aéronautique, le plafond d'un aéronef est l'altitude maximale qu'il peut atteindre en vol normal horizontal soutenu (vol en palier).
À tout moment il y a égalité entre le poids de l'aéronef et la portance. Cette force est proportionnelle à la densité de l'atmosphère et au carré de la vitesse. Lorsque l'aéronef monte, la densité et donc la portance, diminuent. Cette diminution doit être compensée par une augmentation de l'incidence (limitée par le risque de décrochage) ou de la vitesse (limitée par la puissance du propulseur). En bref, plus un avion est rapide plus il peut voler haut.
D'autres facteurs peuvent limiter l'altitude de vol :
- pour les aéronefs pressurisés, les forces qui s'exercent sur la structure sont proportionnelles à l'altitude ;
- pour les avions à réaction le décrochage du compresseur du turboréacteur : l'angle d'incidence nécessaire au vol à haute altitude peut entraîner des problèmes d'alimentation en air du turboréacteur, mais en général le décrochage aérodynamique intervient bien avant que le moteur ne coupe.

Pour les avions militaires, l'atteinte d'un plafond élevé donne un avantage tactique en combat aérien et permet d'échapper à la défense sol-air. Pour les avions civils, il s'agit surtout d'atteindre le meilleur rendement des moteurs ou de pouvoir profiter des courants aériens. Pour les hélicoptères civils comme militaires, un plafond relativement élevé permet d'intervenir dans des régions montagneuses.
Au cours de la guerre froide la course au record d'altitude a fait partie de la guerre de propagande entre les deux blocs. Il faut toutefois distinguer l'altitude maximale atteinte lors de records, non soutenue, et le plafond opérationnel d'un aéronef, donné pour des conditions standard de mission (militaire) ou d'opération (civil), et qui est l'altitude maximale auquel l'avion peut rester de manière soutenue. Par exemple, le record absolu d'altitude pour un avion à réaction classique, détenu par l'Ye-266M (un des prototypes du MiG-25) est de 37 650 m, mais ce même avion a un plafond de « seulement » 24 400 m. Dans le même registre, le Lockheed NF-104A, une version démilitarisée du F-104A Starfighter utilisée par la NASA pour former les pilotes de X-15, pouvait grimper à des altitudes supérieures à 36 600 mètres grâce à son moteur-fusée additionnel, mais son plafond réel n'était que d'environ 15 000 m.
La recherche continue à repousser les limites atteintes pendant cette période, avec des avions comme le X-43 et son statoréacteur supersonique.